# Loi des Douze Tables
Droit romain et lois romaines
Lex Aternia Tarpeia
(454 av. J.-C.) Leges Valeriae Horatiae
(449 av. J.-C.)
La loi des Douze Tables (en latin : Lex Dvodecim Tabvlarvm ou plus simplement Dvodecim Tabvlae) constitue le premier corpus de lois romaines écrites. Leur rédaction est l'acte fondateur du ius scriptum, le droit écrit. Le corpus est rédigé par un collège de décemvirs entre 451 et 449 av. J.-C. L'apparition de ces lois écrites marque une certaine laïcisation du droit romain, par rapport au ius oral pratiqué auparavant.

## Histoire

### Conflit entre les patriciens et les plébéiens
Au début du Ve siècle av. J.-C., le droit romain (en latin : ius) est oral et appliqué de façon presque religieuse par les pontifes issus des familles patriciennes. En 462 av. J.-C., pour mettre fin à ce qu’il considère comme un pouvoir arbitraire dont pâtit la plèbe, le tribun Caius Terentilius Harsa propose un projet de loi, la rogatio Terentilia, qui vise à créer une commission de cinq membres afin de définir par écrit les pouvoirs consulaires, ce qui empêcherait tout excès. Les patriciens s’opposent immédiatement et violemment à ce projet qui est repris année après année par les tribuns de la plèbe.

### Étude des lois grecques
Après un long conflit politique de neuf années, selon Tite-Live, trois représentants romains se rendent à Athènes en 453 av. J.-C. afin de transcrire les lois de Solon. Les historiens modernes considèrent toutefois que ce voyage n'a en fait jamais eu lieu mais reconnaissent que le projet romain a été fortement influencé par l'isonomie propre à la démocratie athénienne et issu des réformes clisthéniennes de 508 av. J.-C..

« La cité se trouva en effet face à deux hypothèses [...] d'organisation normative et d'ordonnancement social, deux modèles alternatifs de souveraineté, pourrions-nous dire : l'un fondé sur le paradigme, spécifiquement romain, du ius ; l'autre sur celui, grec et méditerranéen, de la lex. On peut sans abus affirmer que le conflit eut des conséquences incalculables : de lui dépendit l'invention de la "forme droit" dans le parcours de l'Occident. »

— Schiavone 2008, p.99

### Création d'un décemvirat législatif
À leur retour supposé d'Athènes et des villes grecques d'Italie du sud, une commission extraordinaire, les décemvirs législatifs à pouvoir consulaire (decemvir legibus scribundis consulari imperio), est créée pour rédiger les lois (leges). Nommés pour un an, ils sont munis de l'imperium consulaire,.

### Rédaction de la loi des Douze Tables

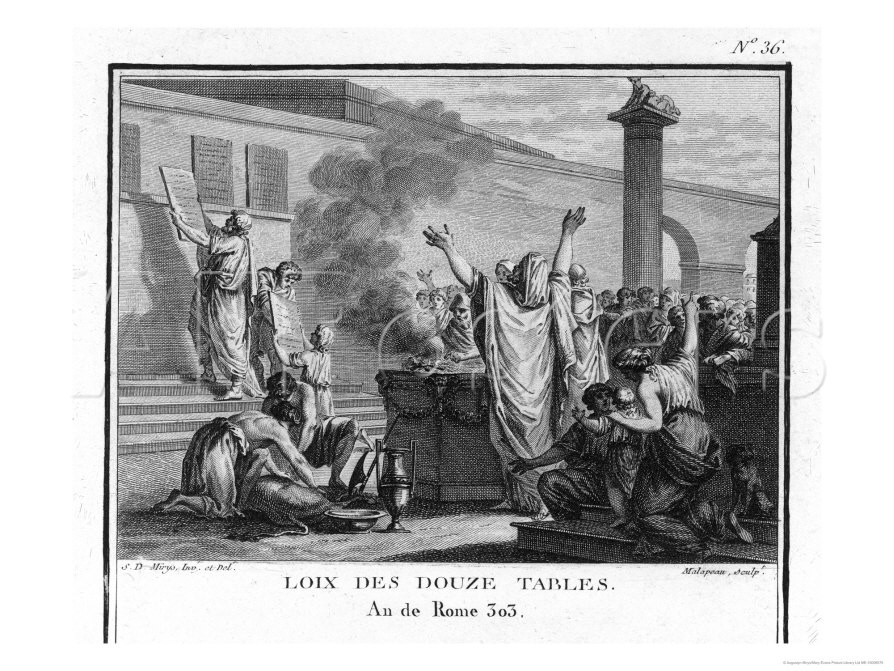
Affichage des tables de bronze portant la loi.

Les tables auraient été rédigées en deux fois, les dix premières en 450 av. J.-C. et les deux dernières en 449 av. J.-C. Selon Strabon, les décemvirs romains ont été aidés dans la rédaction des douze tables par Hermodore, un Éphésien, ami d'Héraclite d'Éphèse. Elles sont publiées la seconde année sur le Forum Romain sur douze tables en bronze. La seconde commission de décemvirs aurait tenté de maintenir son pouvoir absolu, mais devant la sécession de la plèbe, retirée sur le Mont Sacré, et le soulèvement de l'armée, elle aurait été contrainte à la démission. Certaines études modernes remettent en cause ce récit : le second décemvirat ne serait jamais survenu et c'est celui de 451 av. J.-C. qui aurait inclus tous les points controversés de la loi.
Selon les annalistes de l'époque augustéenne, les nouvelles lois dites « des Douze Tables » auraient été approuvées par les comitia curiata. Les historiens modernes réfutent toutefois ce récit, considérant qu'il s'agit d'une interprétation rétrospective qui fait remonter jusqu'à la Rome monarchique, voire jusqu'à Romulus, le modèle républicain de la relation entre la lex et les comices. L'inspiration grecque est difficilement contestable, les sources concordant sur ce point : l'historien grec Denys d'Halicarnasse évoque une double influence des lois grecques et des coutumes romaines non écrites (mos maiorum). Elle se manifeste principalement dans l'apparition de la peine compensatoire.

## Contenu de la loi des Douze Tables

### Sources antiques
Ni le texte complet, ni les six livres de commentaires faits par le juriste Gaius ne nous sont parvenus. Le texte original a probablement été détruit lors du sac de Rome de 390 av. J.-C., mais il nous est connu de façon indirecte, notamment par le jurisconsulte Sextus Aelius Paetus Catus. Le texte a été reconstitué par le biais de 230 mentions par des auteurs romains, collectées et discutées depuis la Renaissance. Les citations faites par des auteurs latins de ce texte ont néanmoins permis une reconstitution dont l’authenticité n’est aujourd’hui plus contestée,.

### Analyse moderne

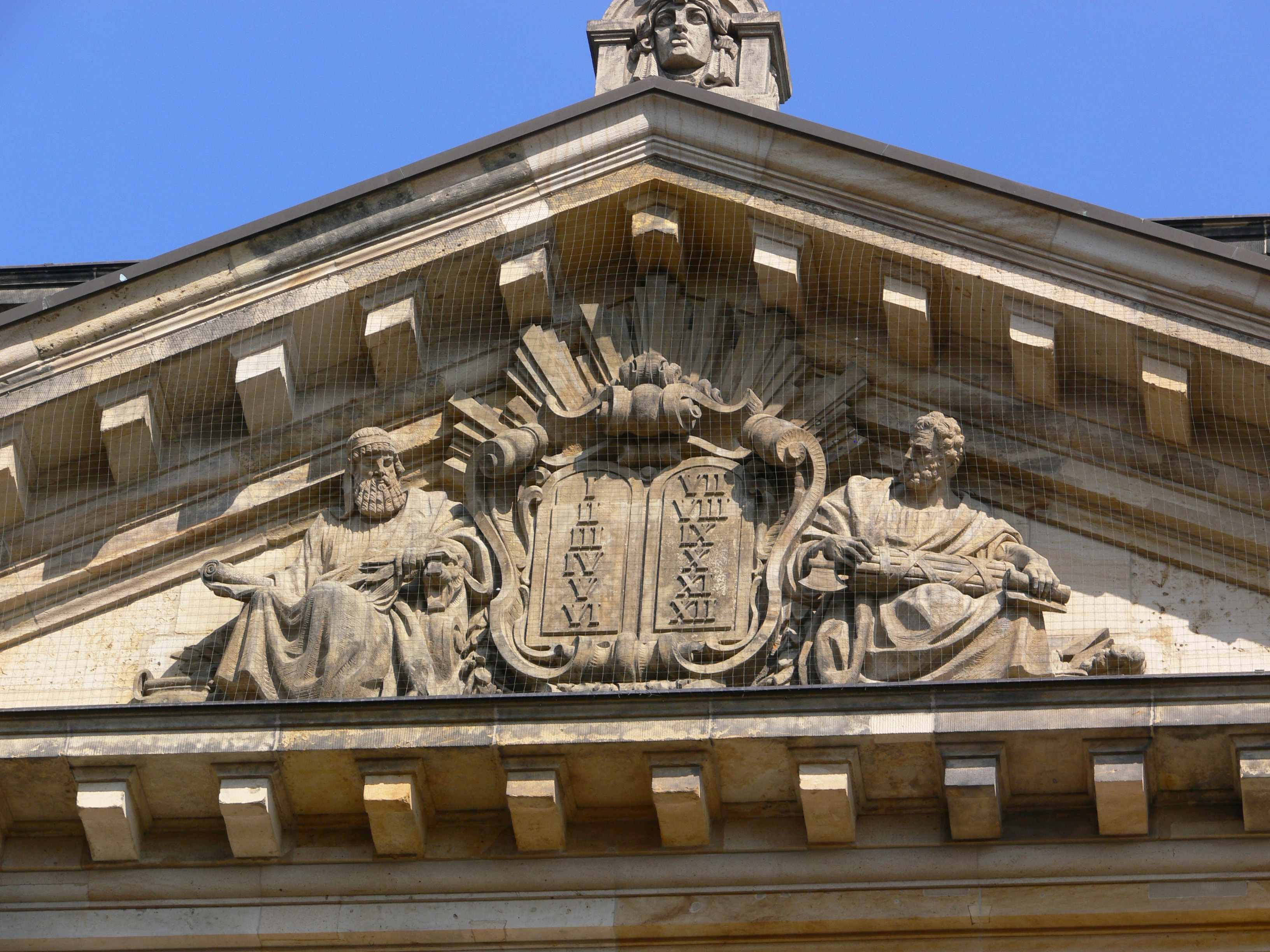
Représentation figurée de la loi des Douze Tables sur le fronton du Tribunal administratif fédéral, à Leipzig.

#### Duiusà lalex
On parle parfois de « codification et de laïcisation du droit », qui passe de ce qui est permis par la religion à ce qui relève du « droit civil » (ius civile). La plus grande partie des lois est en effet consacrée au « droit privé » (ius privatum) et à la procédure civile (le lege agere (it)) : il ne s'agit en aucun cas d'une « charte constitutionnelle » ou d'une organisation des pouvoirs publics. Une partie importante concerne les crimes et les peines.
En fait, les spécialistes s'accordent à souligner les différences majeures séparant ce texte d'un code de loi au sens moderne. Toutefois, on observe bien un passage du ius non-écrit, incarné par les responsa orales des pontifes, à la loi écrite (lex), donc publique et « laïque », au sens que l'écriture de ces lois vise à amoindrir le rôle religieux des pontifes. L'idée de mettre par écrit le droit est en effet liée à l'idéal grec d'isonomie, c'est-à-dire d'égalité devant la loi, issu des réformes clisthéniennes de 508 av. J.-C., et au fondement de la démocratie athénienne. Ces réformes conduisent à l'éloignement du concept de nomos vis-à-vis du thesmos et de la themis. Le nomos prend son sens moderne d'une loi dictée par la politique, d'un dispositif unifiant la loi, l'écriture et la « laïcité ». La lex vient ainsi traduire ce sens moderne du nomos, par opposition au ius ancien et secret.
Les historiens modernes constatent toutefois que la séparation avec la religion n’est pas totale, car la loi contient encore des prescriptions rituelles sur les funérailles ou des traces du châtiment par la consécration aux dieux : « Si un patron commet une tromperie à l’égard d’un client, qu’il soit homo sacer ». Ils soulignent néanmoins l’effort de modernisation et même de laïcisation par rapport aux lois de l’époque royale. À la condamnation divine se substitue la réparation, si possible convenue entre les parties.

#### Apports politiques et juridiques
Pour les crimes politiques, la loi impose une nouvelle procédure, menée sous l'instruction des questeurs (comissia). Une des dispositions de la loi a fait débat par son excès. Le débiteur de plusieurs créanciers peut, selon certains, être découpé en autant de morceaux que de créanciers (partes secanto). Mais la disposition n'aurait que peu, voire jamais, été appliquée en raison de son manque d'intérêt évident pour les créanciers.
La limitation de l'imperium consulaire se fait essentiellement dans le domaine de la justice. Toutefois, la loi n'apporte pas l'égalité juridique entre la plèbe et les patriciens car les procédures sont gardées secrètes. L’ajout des deux dernières tables maintient une stricte séparation entre les deux classes, car elle interdit le mariage mixte entre plébéiens et patriciens. Par l’interdiction des mariages mixtes, le patriciat semble avoir la volonté arrêtée de séparer juridiquement deux ordres qui ne l’étaient jusqu’alors que par un état de fait.
Elle n’apporte enfin aucune satisfaction aux revendications agraires de la plèbe, ni aucun avantage politique concret, comme l’accès aux magistratures.
Malgré ce premier succès de la plèbe, le projet de la « loi des Douze Tables » échoue finalement. Les prêtres, qui doivent désormais interpréter le ius en fonction de ces lois écrites, enferment le texte dans un réseau complexe d'interprétations, faisant prévaloir le responsum sur la lex. De nouveau, le savoir des experts s'impose, en s'appuyant sur un modèle jurisprudentiel, au détriment d'un accès immédiat aux lois publiques, conduisant ainsi vers un système oligarchique.

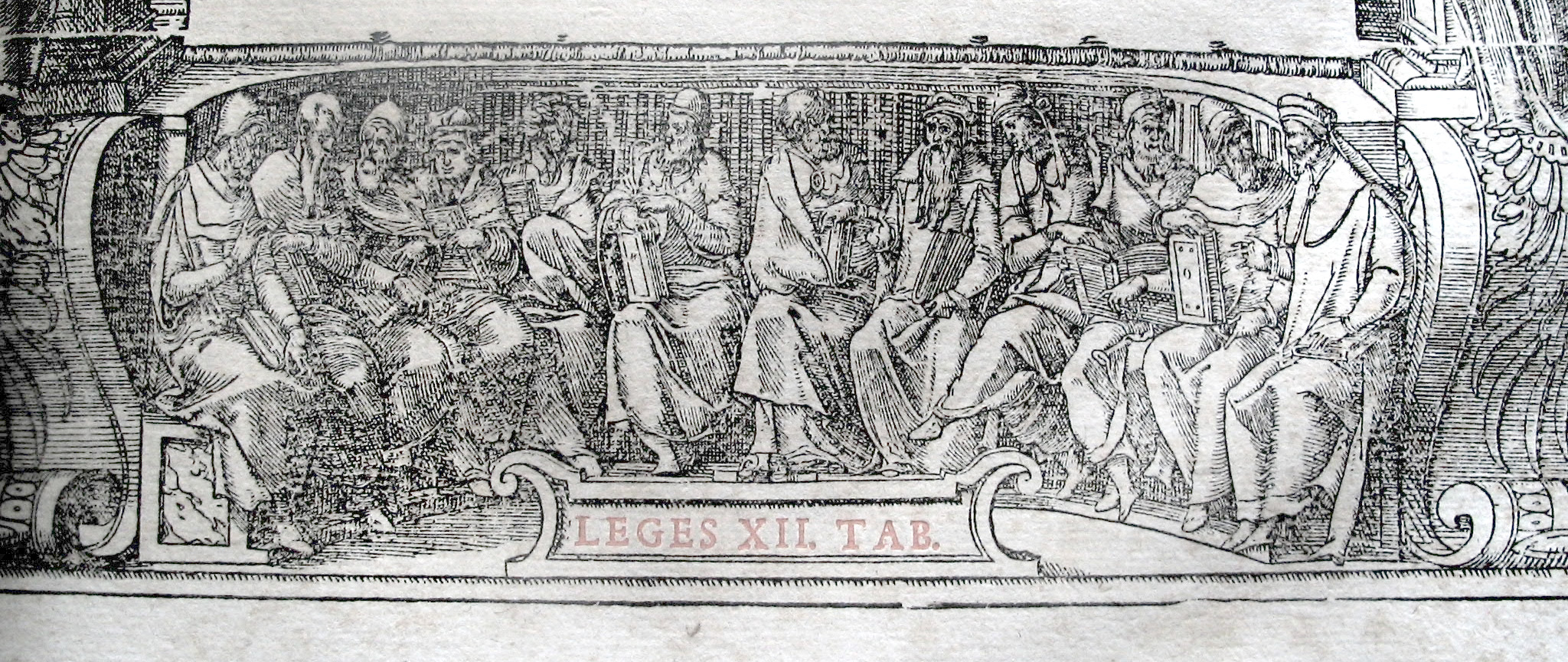
Allégorie de la loi des Douze Tables, illustration issue d'un livre de droit, 1555.

### Extraits de la loi

#### Table I: procédure civile
| SI IN IVS VOCAT, ITO. NI IT, ANTESTAMINO. IGITVR EM CAPITO. SI CALVITVR PEDEMVE STRVIT, MANVM ENDO IACITO. SI MORBVS AEVITASVE VITIVM ESCIT, IVMENTVM DATO. SI NOLET, ARCERAM NE STERNITO. ASSIDVO VINDEX ASSIDVVS ESTO. PROLETARIO IAM CIVI QVIS VOLET VINDEX ESTO. ... VADES ... SVBVADES ... NEX ... FORTI SANATI ... REM VBI PACVNT, ORATO. NI PACVNT, IN COMITIO AVT IN FORO ANTE MERIDIEM CAVSSAM COICIVNTO. COM PERORANTO AMBO PRAESENTES. POST MERIDIEM PRAESENTI LITEM ADDICITO. SI AMBO PRAESENTES, SOLIS OCCASVS SVPREMA TEMPESTAS ESTO. | |
| Transcription | Traduction |
| si in ius vocat, ito. ni it, antestamino. igitur em capito., | Si l'on cite quelqu'un en justice, qu'il y aille. S'il n'y va pas, que l'on appelle des témoins. Seulement ensuite, qu'on le capture.           |
| si calvitur pedemve struit, manum endo iacito. | S'il esquive ou fuit, qu'on le capture. |
| si morbus aevitasve vitium escit, iumentum dato. si nolet, arceram ne sternito. | S'il y a maladie ou vieillesse, qu'on lui fournisse une bête de somme. S'il n'en veut pas, qu'on ne le couvre pas.                              |
| assiduo vindex assiduus esto. proletario iam civi quis volet vindex esto. | Qu'à un propriétaire foncier soit garant un autre propriétaire foncier. Qu'à un prolétaire soit garant n'importe quel citoyen qui le veut bien. |
| ... vades ... subvades ... | ... ceux qui se portent caution d'un emprunt par engagement oral ... les cautions en second ...                                                 |
| nex ... forti sanati ... — nexo solutoque, forti sanatique idem jus esto. | Que ceux qui sont engagés (par nexum ou mancipium) et ceux qui sont dégagés aient le même droit.                                                |
| rem ubi pacunt, orato. | S'ils s'accordent, qu'on le proclame. |
| ni pacunt, in comitio aut in foro ante meridiem caussam coiciunto. com peroranto ambo praesentes. | S'ils ne s'accordent pas, qu'ils exposent leur cas au comitium ou au forum avant midi. Que tous deux soient présents pendant les exposés.       |
| post meridiem praesenti litem addicito., | Après midi, qu'on adjuge l'objet du litige à celui qui est présent.                                                                             |
| si ambo praesentes, solis occasus suprema tempestas esto., | Si tous les deux sont présents, que le crépuscule mette fin au litige.                                                                          |

#### Table II: procédure civile
| ... MORBVS SONTICVS ... AVT STATVS DIES CVM HOSTE ... QVID HORVM FVIT VNVM IVDICI ARBITROVE REOVE, EO DIES DIFFISSVS ESTO. CVI TESTIMONIVM DEFVERIT, IS TERTIIS DIEBVS OB PORTVM OBVAGVLATVM ITO. ... DE REBVS M AERIS PLVRISVE D ASSIBVS, DE MINORIS VERO L ASSIBVS SACRAMENTO CONTENDEBATVR. AT SI DE LIBERTATE HOMINIS CONTROVERSIA ERAT, TAMEN VT L ASSIBVS SACRAMENTO CONTENDERETVR. ... ... PER IVDICIS POSTVLATIONEM AGEBATVR ... | |
| Transcription | Traduction |
| ... morbus sonticus ... aut status dies cum hoste ... quid horum fuit unum iudici arbitrove reove, eo dies diffissus esto., | ... une grave maladie ... ou un jour fixé avec un ennemi ; ... si l'un ou l'autre de ces empêchements est un obstacle pour le juge, l'arbitre ou l'accusé, que le jour soit différé. |
| cui testimonium defuerit, is tertiis diebus ob portum obvagulatum ito. | Que celui à qui le témoignage a manqué aille interpeller à haute voix son adversaire trois jours devant sa porte.                                                                    |
| de rebus M aeris plurisve D assibus, de minoris vero L assibus sacramento contendebatur. | On se défie pour 500 as pour les affaires d'une valeur minimale de 1 000 as, et de 50 as pour les affaires de valeur moindre.                                                        |
| at si de libertate hominis controversia erat, tamen ut L assibus sacramento contenderetur. | S'il y a controverse sur la liberté d'un individu, l'enjeu est limité à 50 as. |
| ... per iudicis postulationem agebatur ... | ... l'action en pétition de juge ... |

Selon Gaius, concernant l'« action en pétition de juge », la procédure est plus ou moins la suivante :

« "Je dis que, en vertu de ton engagement, tu dois me donner 10 000 sesterces. Je te demande si tu l'admets ou le nies." Si l'adversaire affirmait ne rien devoir, le demandeur disait alors : "Puisque tu nies, je te prie, préteur, de désigner un juge ou un arbitre." Ainsi dans ce genre d'action, on pouvait nier sans s'exposer à une pénalité. La même loi prescrivit d'employer cette procédure en matière de partage de succession [...] »

— Gaius, Institutes, IV, 17
Tite-Live, dans son récit de l'épisode de Verginia en 449 av. J.-C., précise que la liberté provisoire existe en vertu de la loi des Douze Tables, seule loi alors existante :

« Les défenseurs de Virginie [...] demandent au décemvir [Appius Claudius Sabinus] [...] selon la loi d'accorder la liberté provisoire. »

— Tite-Live, Histoire romaine, 44, 11-12

#### Table III: dette
| AERIS CONFESSI REBVSQVE IVRE IVDICATIS XXX DIES IVSTI SVNTO. POST DEINDE MANVS INIECTIO ESTO. IN IVS DVCITO. NI IVDICATVM FACIT AVT QVIS ENDO EO IN IVRE VINDICIT, SECVM DVCITO, VINCITO AVT NERVO AVT COMPEDIBVS XV PONDO, NE MAIORE AVT SI VOLET MINORE VINCITO. SI VOLET SVO VIVITO, NI SVO VIVIT, QVI EVM VINCTVM HABEBIT, LIBRAS FARIS ENDO DIES DATO. SI VOLET, PLVS DATO. ERAT AVTEM IVS INTEREA PACISCENDI AC, SI PACTI FORENT, HABEBANTVR IN VINCVLIS DIES SEXAGINTA. INTER EOS DIES TRINIS NVNDINIS CONTINVIS AD PRAETOREM IN COMITIVM PRODVCEBANTVR, QVANTAEQVE PECVNIAE IVDICATI ESSENT, PRAEDICABATVR. TERTIIS AVTEM NVNDINIS CAPITE POENAS DABANT, AVT TRANS TIBERIM PEREGRE VENVM IBANT. TERTIIS NVNDINIS PARTIS SECANTO. SI PLVS MINVSVE SECVERVNT, SE FRAVDE ESTO. ADVERSVS HOSTEM AETERNA AVCTORITAS <ESTO>. | |
| Transcription | Traduction |
| aeris confessi rebusque iure iudicatis XXX dies iusti sunto. | Une fois la dette reconnue et l'affaire jugée en procès légitime, qu'il y ait 30 jours de délai légal. |
| post deinde manus iniectio esto. in ius ducito. | Ensuite, qu'il y ait finalement main mise <manus injectio> sur lui. Qu'on le conduise devant le juge. |
| ni iudicatum facit aut quis endo eo in iure vindicit, secum ducito, vincito aut nervo aut compedibus XV pondo, ne maiore aut si volet minore vincito. | S'il n'exécute pas le jugement ou si personne ne se porte garant pour lui en justice, que le créancier l'emmène avec lui, l'attache avec une corde ou avec des chaînes d'un poids minimum de 15 livres, davantage s'il le veut. |
| si volet suo vivito, ni suo vivit, qui eum vinctum habebit, libras faris endo dies dato. si volet, plus dato. | S'il le veut, qu'il vive à ses propres frais. S'il ne vit pas à ses propres frais, que celui qui le tiendra dans les chaines lui donne une livre de farine par jour. S'il le veut, qu'il donne plus.                            |
| erat autem ius interea paciscendi ac, si pacti forent, habebantur in vinculis dies sexaginta. | À défaut d'arrangement, le débiteur était retenu dans les chaines soixante jours. |
| inter eos dies trinis nundinis continuis ad praetorem in comitium producebantur, quantaeque pecuniae iudicati essent, praedicabatur. | Durant cet intervalle, à trois marchés consécutifs, qu'on le conduise au comice et l'on rappelait chaque fois à haute voix le montant de sa condamnation.                                                                       |
| tertiis autem nundinis capite poenas dabant, aut trans Tiberim peregre venum ibant. | Au troisième marché, ils étaient punis de la peine capitale, ou ils allaient au-delà du Tibre pour être vendus à l'étranger .                                                                                                   |
| tertiis nundinis partis secanto. si plus minusve secuerunt, se fraude esto. | Au troisième jour du marché, que les parts soient coupées. S'ils <les créanciers> en coupent trop ou pas assez, que cela ne porte pas à préjudice.                                                                              |
| adversus hostem aeterna auctoritas <esto>. | Contre un ennemi, le droit de propriété est toujours valide. |

#### Table IV: famille
| CITO NECATVS INSIGNIS AD DEFORMITATEM PVER ESTO. SI PATER FILIVM TER VENVM DVIT, FILIVS A PATRE LIBER ESTO. ILLAM SVAM SVAS RES SIBI HABERE IVSSIT CLAVES ADEMIT, EXEGIT. CONCEPISSET IN DECEM MENSIBVS GIGNI HOMINEM. |                                                                                                  |
| Transcription | Traduction                                                                                       |
| cito necatus insignis ad deformitatem puer esto. | Que soit vite tué l'enfant atteint d'une difformité manifeste.                                   |
| si pater filium ter venum duit, filius a patre liber esto., | Si le père vend <loue> trois fois son fils, que le fils soit libéré de son père.                 |
| illam suam suas res sibi habere iussit claves ademit, exegit. | Qu'il ordonne à sa femme d'emmener ses affaires <en cas de divorce>, et qu'elle rende les clefs. |
| concepisset in decem mensibus gigni hominem. | L'enfantement doit avoir lieu dans les dix mois.                                                 |

À propos de la dernière condition, Ulpien précise :

« L'enfant qui est encore dans le sein de sa mère est admis à la succession ab intestat [...] L'enfant né après les dix mois de la mort de son père n'est point admis à sa succession légitime. »

— Ulpien, ad Sabinum

#### Table V: succession
| FEMINAS, ETIAMSI PERFECTAE AETATIS SINT, IN TVTELA ESSE ... EXCEPTIS VIRGINIBVS VESTALIBVS. MVLIERIS, QVAE IN AGNATORVM TVTELA ERAT, RES MANCIPII VSVCAPI NON POTERANT, PRAETERQVAM SI AB IPSA TVTORE <AVCTORE> TRADITAE ESSENT. VTI LEGASSIT SVPER PECVNIA TVTELAVE SVAE REI, ITA IVS ESTO. SI INTESTATO MORITVR, CVI SVVS HERES NEC ESCIT, ADGNATVS PROXIMVS FAMILIAM HABETO. SI ADGNATVS NEC ESCIT, GENTILES FAMILIAM HABENTO. QVIBVS TESTAMENTO ... TVTOR DATVS NON SIT, AGNATI SVNT TVTORES. SI FVRIOSVS ESCIT, ADGNATVM GENTILIVMQVE IN EO PECVNIAQVE EIVS POTESTAS ESTO. ... AST EI CVSTOS NEC ESCIT ... PRODIGO INTERDICITVR BONORVM SVORVM ADMINISTRATIO. PRODIGVM, CVI BONIS INTERDICTVM EST, IN CVRATIONE IVBET ESSE AGNATORVM. CIVIS ROMANI LIBERTI HEREDITATEM PATRONO DEFERT, SI INTESTATO SINE SVO HEREDE LIBERTVS DECESSERIT. EA, QVAE IN NOMINIBVS SVNT, ... IPSO IVRE IN PORTIONES HEREDITARIAS DIVISA SVNT. AES ALIENVM HEREDITARIVM PRO PORTIONIBVS QVAESITIS SINGVLIS IPSO IVRE DIVISVM. HAEC ACTIO (FAMILIAE HERCISCVNDAE) PROFICISCITVR. | |
| Transcription | Traduction |
| feminas, etiamsi perfectae aetatis sint, in tutela esse ... exceptis virginibus Vestalibus. | Les femmes, même majeures, restent en tutelle ... à l'exception des vierges Vestales.                                                                                      |
| mulieris, quae in agnatorum tutela erat, res mancipii usucapi non poterant, praeterquam si ab ipsa tutore <auctore> traditae essent. | Les biens de la femme qui est en tutelle des agnats ne peuvent être usucapés comme biens mancipables, excepté s'ils ont été livrés par elle avec l'autorisation du tuteur. |
| uti legassit super pecunia tutelave suae rei, ita ius esto. | Ce que l'on aura ordonné par testament, quant à son argent, ou pour la conservation de son bien, doit être exactement exécuté.                                             |
| si intestato moritur, cui suus heres nec escit, adgnatus proximus familiam habeto. | Si une personne meurt sans testament et sans héritiers, l'agnat le plus proche hérite.                                                                                     |
| si adgnatus nec escit, gentiles familiam habento. | S'il n'y a pas d'agnats, que les membres de la gens héritent. |
| quibus testamento ... tutor datus non sit, agnati sunt tutores. | Si le testament ne désigne pas de tuteur, les agnats deviennent tuteurs.                                                                                                   |
| si furiosus escit, adgnatum gentiliumque in eo pecuniaque eius potestas esto. | Si quelqu'un est fou furieux et qu'il n'a pas de gardien, son agnat le plus proche a l'autorité sur lui et son patrimoine.                                                 |
| ... ast ei custos nec escit ... | ... mais il n'y aura pas de gardien pour lui ... |
| prodigo interdicitur bonorum suorum administratio. | On interdit au prodigue l'administration de ses biens. |
| prodigum, cui bonis interdictum est, in curatione iubet esse agnatorum. | Le prodigue ou le fou, auquel on a ôté l'administration de ses biens, est sous la curatelle de ses agnats.                                                                 |
| civis Romani liberti hereditatem patrono defert, si intestato sine suo herede libertus decesserit. | Qu'on défère au patron la succession de l'affranchi, citoyen romain, mort sans testament et sans héritiers.                                                                |
| ea, quae in nominibus sunt, ... ipso iure in portiones hereditarias divisa sunt. | Les dettes passives et actives du défunt ne sont point divisibles, car elles sont de plein droit divisées en portions héréditaires.                                        |
| aes alienum hereditarium pro portionibus quaesitis singulis ipso iure divisum. | Les dettes de la succession sont divisées proportionnellement par un pacte entre les héritiers du débiteur.                                                                |
| haec actio (familiae herciscundae) proficiscitur. | Cette action permet (à des cohéritiers) de cesser d'être en commun <pour la succession>.                                                                                   |

#### Table VI: biens
| CVM NEXVM FACIET MANCIPIVMQVE, VTI LINGVA NVNCVPASSIT, ITA IVS ESTO. SATIS ESSET EA PRAESTARI, QVAE ESSENT LINGVA NVNCVPATA, QVAE QVI INFITIATVS ESSET, DVPLI POENAM SVBIRET, A IVRIS CONSVLTIS ETIAM RETICENTIAE POENA EST CONSTITVTA. VSVS AVCTORITAS FVNDI BIENNIVM EST, ... CETERARVM RERVM OMNIVM ... ANNVVS EST VSVS. TIGNVM IVNCTVM AEDIBVS VINEAVE SEI CONCAPIT NE SOLVITO. | |
| Transcription | Traduction |
| cum nexum faciet mancipiumque, uti lingua nuncupassit, ita ius esto. | Lorsqu'on fait nexum (prise de possession) ou mancipium (cession), et qu'on le déclare oralement, le droit est donné. |
| satis esset ea praestari, quae essent lingua nuncupata, quae qui infitiatus esset, dupli poenam subiret, a iuris consultis etiam reticentiae poena est constituta. | Il suffit de fournir ce qui a été formellement déclaré, et celui qui a trompé est condamné à la peine du double.      |
| usus auctoritas fundi biennium est, ... ceterarum rerum omnium ... annuus est usus. | <L'usucapion> des biens mobiliers se fait par an, celui des maisons par deux ans.                                     |
| tignum iunctum aedibus vineave sei concapit ne solvito. | Nul ne doit détacher les poutres des bâtiments ou des vignes d'autrui.                                                |

#### Table VII: biens immobiliers
| VIAE LATITVDO IN PORRECTVM OCTO PEDES HABET, IN ANFRACTVM, ID EST VBI FLEXVM EST, SEDECIM. AMSEGETES VIAS MVNIVNTO : DONICVM LAPIDES SVNT: NI MVNIERINT, QVA VOLENT JVMENTA AGITO. SI AQVA PLVVIA NOCET ... IVBETVR EX ARBITRIO COERCERI. SI PER PVBLICVM LOCVM RIVVS AQVAE DVCTVS PRIVATO NOCEBIT, ERIT ACTIO PRIVATO, VT NOXA DOMINO SARCIATVR. VT XV PEDES ALTIVS RAMI ARBORIS CIRCVMCIDANTVR. SI ARBOR EX VICINI FVNDO VENTO INCLINATA IN TVVM FVNDVM IST, DE ADIMENDA EA RECTE AGERE POTES. VT GLANDEM IN ALIENVM FVNDVM PROCIDENTEM LICERET COLLIGERE. | |
| Transcription | Traduction |
| viae latitudo in porrectum octo pedes habet, in anfractum, id est ubi flexum est, sedecim. | La largeur du chemin doit être de huit pieds en ligne droite et seize dans les virages.                                                                                       |
| amsegetes vias muniunto : donicum lapides sunt: ni munierint, qua volent jumenta agito. | Que les chemins privés soient bordés de pierres <par leur propriétaire>. Sinon, par défaut, <les autres> peuvent faire passer les animaux où ils veulent.                     |
| si aqua pluvia nocet ... iubetur ex arbitrio coerceri. | Si l'eau pluviale <d'une autre propriété> cause des dommages <à un propriétaire> ... <le propriétaire> peut en appeler à un juge.                                             |
| si per publicum locum rivus aquae ductus privato nocebit, erit actio privato, ut noxa domino sarciatur. | Si un ruisseau passant à travers un lieu public forme un aqueduc et nuit à un particulier, celui-ci dispose d'une action visant à garantir la réparation du tort ainsi causé. |
| ut XV pedes altius rami arboris circumcidantur. | Que les arbres soient élagués jusqu'à 15 pieds. |
| si arbor ex vicini fundo vento inclinata in tuum fundum ist, de adimenda ea recte agere potes. | Si un arbre frappé d'un coup de vent penche de la propriété voisine sur la vôtre, vous avez une action pour le faire abattre.                                                 |
| ut glandem in alienum fundum procidentem liceret colligere. | On peut ramasser le gland tombé sur la propriété d'autrui. |

#### Table VIII: délits civils
| QVI MALVNT CARMEN INCANTASSIT ... ... RES CAPITE ... SI QVIS OCCENTAVISSET SIVE CARMEN CONDIDISSET, QVOD INFAMIAM FACERET FLAGITIVMVE ALTERI. SI MEMBRVM RVPSIT, NI CVM EO PACIT, TALIO ESTO. MANV FVSTIVE SI OS FREGIT LIBERO, CCC, SI SERVO, CL POENAM SVBITO SI INIVRIAM FAXSIT, VIGINTI QVINQVE POENAE SVNTO. | |
| Transcription | Traduction |
| qui malum carmen incantassit ... | Celui qui prononcera un maléfice ... |
| ... res capite ... si quis occentavisset sive carmen condidisset, quod infamiam faceret flagitiumve alteri. | ... peine capitale ... pour celui qui a soit récité publiquement, soit composé des vers, qui attireraient sur autrui le déshonneur ou l'infamie.                           |
| si membrum rupsit, ni cum eo pacit, talio esto., | Si on a estropié un autre et qu'on n'a pas conclu d'accord à l'amiable avec la victime, que la peine du Talion soit appliquée.                                             |
| manu fustive si os fregit libero, CCC, si servo, CL poenam subito si iniuriam faxsit, viginti quinque poenae sunto. | Si quelqu'un casse les os d'un autre à la main ou grâce à une massue, que la peine soit de 300 sesterces, si c'est un esclave, 150, s'il a fait un simple mal, vingt-cinq. |

#### Table IX: principes constitutionnels
| NE INROGANTO ... NE FERVNTO |

#### Table X: règles funéraires
| HOMINEM MORTVVM IN VRBE NE SEPELITO NEVE URITO. QVI CORONAM PARIT IPSE PECVNIAVE EIVS HONORIS VIRTVTISVE ERGO ARDVITVR EI ... NEVE AVRVM ADDITO. AT CVI AVRO DENTES IVNCTI ESCVNT. AST IN CVM ILLO SEPELIET VRETVE, SE FRAVDE ESTO. | |
| Transcription | Traduction |
| Hominem mortuum in Urbe ne sepelito neve urito. | L'homme mort, qu'on ne l'ensevelisse ni ne le brûle dans la ville.                                                                      |
| Qui coronam parit ipse pecuniave eius honoris virtutisve ergo arduitur ei ... | La couronne obtenue par la bravoure soit, sans qu'il y ait délit, placée sur le corps de celui qui l'a gagnée [traduction à revoir]     |
| Neve aurum addito. At cui auro dentes iuncti escunt. Ast in cum illo sepeliet uretue, se fraude esto. | Qu'on n'ajoute pas d'or ... celui qui a les dents reliées par de l'or, si avec cet or on l'enterre ou le brûle, que ce soit sans délit. |

#### Table XI: mariage
| CONVBIA PLEBI CVM PATRIBVS SANXERVNT. |                                                           |
| Transcription                         | Traduction                                                |
| conubia plebi cum patribus sanxerunt. | Le mariage entre un plébéien et un patricien est prohibé. |

#### Table XII: crimes
| ADVERSVS EVM, QVI HOSTIAM EMISSET NEC PRETIVM REDDERET ; ITEM ADVERSVS EVM, QVI MERCEDEM NON REDDERET PRO EO IVMENTO, QVOD QVIS IDEO LOCASSET, VT INDE PECVNIAM ACCEPTAM IN DAPEM, ID EST IN SACRIFICIVM, IMPENDERET. SI SERVO FVRTVM FAXIT NOXIAMVE NOXIT. SI VINDICIAM FALSAM TVLIT, SI VELIT IS ... TOR ARBITROS TRIS DATO, EORVM ARBITRIO ... FRVCTVS DVPLIONE DAMNVM DECIDITO. | |
| Transcription | Traduction |
| adversus eum, qui hostiam emisset nec pretium redderet ; item adversus eum, qui mercedem non redderet pro eo iumento, quod quis ideo locasset, ut inde pecuniam acceptam in dapem, id est in sacrificium, impenderet. | Contre celui qui aurait acheté un animal sans en acquitter le prix ; contre celui qui ne paierait pas la somme afférente à la bête donnée en location, à cette condition que l'argent retiré fût employé à une offrande. |
| si servo furtum faxit noxiamve noxit. | Si un esclave se rend coupable de vol ou commet un délit ... l'action est préjudiciable. |
| si vindiciam falsam tulit, si velit is ... tor arbitros tris dato, eorum arbitrio ... fructus duplione damnum decidito. | Si quelqu'un revendique faussement un bien ... trois juges sont nommés ... la sanction du dommage est le double de la valeur du bien.                                                                                    |